# Тимонов, Всеволод Всеволодович
Всеволод Всеволодович Тимонов (26 ноября [9 декабря] 1901, Санкт-Петербург — 22 июня 1969) — советский океанолог, лауреат Сталинской премии за 1951 г.

## Биография
Родился 26 ноября (9 декабря) 1901 года в городе Санкт-Петербурге, сын профессора Всеволода Евгеньевича Тимонова (1862—1936). Мать В. В. Тимонова умерла в 1942 году во время блокады Ленинграда. Тогда же умер последний из его братьев.
В 1918 году окончил Детскосельское реальное училище. В 1921—1930 гг. учился на факультете водных сообщений Ленинградского института инженеров путей сообщения и одновременно работал сначала в морском отделе Государственного гидрологического института (ГГИ), в 1925—1930 гг. — гидрологом в Институте по изучению Севера.
С 1930 года — научный сотрудник морского отдела ГГИ. В 1937 году без защиты диссертации ему была присуждена учёная степень кандидата технических наук, а в 1938 году присвоено звание старшего научного сотрудника.
Преподавал и вёл научную работу в Гидрографическом институте Главсевморпути (1937—1938), в Ленинградском государственном университете (1938—1946).
Во время войны работал в Архангельске, обеспечивая специальными гидрометеорологическими и другими практическими пособиями военно-морские операции советского флота.
С 1945 года был начальником отдела прикладной океанологии Государственного океанографического института. Руководил научными исследованиями на северных и восточных морях СССР, результаты которых обобщил в ряде атласов и монографий.
С 1946 года — в Ленинградском гидрометеорологическом институте (ЛГМИ), где с 1954 года и вплоть до последних дней заведовал кафедрой океанологии. Доктор технических наук (1952), профессор (1954).
В 1951 году ему была присуждена Сталинская премия за работу в области морской техники; он был награждён орденом Ленина; награжден также медалями «За победу над Германией» и «За оборону Советского Заполярья».
За успешное выполнение заданий командования по обеспечению Красной Армии гидрологическими материалами и за развитие советской гидрологической науки Указом Президиума Верховного Совета СССР от 6.10.1944 г. был награждён орденом Красной Звезды. Отмечался благодарностью в приказах по Главному управлению Гидрометслужбы при Совете Министров СССР и премиями, в том числе премией имени Ю. М. Шокальского за лучшую работу по океанографии - в 1940 году, благодарностью в приказах местного военно-морского командования в 1934, 1938 и 1943 гг. и благодарностью в приказах Главнокомандующего Военно-Морскими силами в 1945 и 1948 гг.
Будучи заведующим кафедрой океанологии ЛГМИ, В. В. Тимонов очень много времени отдавал научно-организационной деятельности. Он очень активно работал в Советском комитете Международного геофизического года, участвуя во всех важных мероприятиях. Он был членом бюро Межведомственной океанографической комиссии АН СССР, председателем которой был П. П. Ширшов, а после него — Л. А. Зенкевич, входил в состав редакционной коллегии научного журнала «Океанология», созданного усилиями этой Комиссии в 1961 г., участвовал в работе многих международных симпозиумов, совещаний, конгрессов и т. п. Он организовал и провел три всесоюзные конференции по проблеме «Взаимодействие атмосферы и гидросферы в северной части Атлантического океана», после чего были опубликованы материалы этих конференций и несколько атласов (под его редакцией). Он был инициатором конференции по высшему образованию в области океанологии, давшей импульс к совершенствованию учебных планов вузов по специальности «океанология». Эта деятельность отнимала у В. В. Тимонова очень много сил и времени, но он не оставлял педагогической работы со студентами и аспирантами, и его ученики продолжают развивать многие его идеи. Он всегда был учителем молодежи, участвуя во многих экспедициях на Белом и других северных морях, на Дальнем Востоке (в частности, в очень важной экспедиции в Охотском море по программе 2МПГ), плавая на «Витязе». Он считал работу в море необходимым элементом подготовки океанологов. Он часто повторял: «Плавать необходимо». Он организовал даже специальные студенческие отряды в экспедициях, например, на экспедиционном судне «Экватор» и на научно-исследовательском судне «Тунец» во время Международного геофизического года.
Умер 22 июня 1969 года. Похоронен на Северном кладбище Санкт-Петербурга.

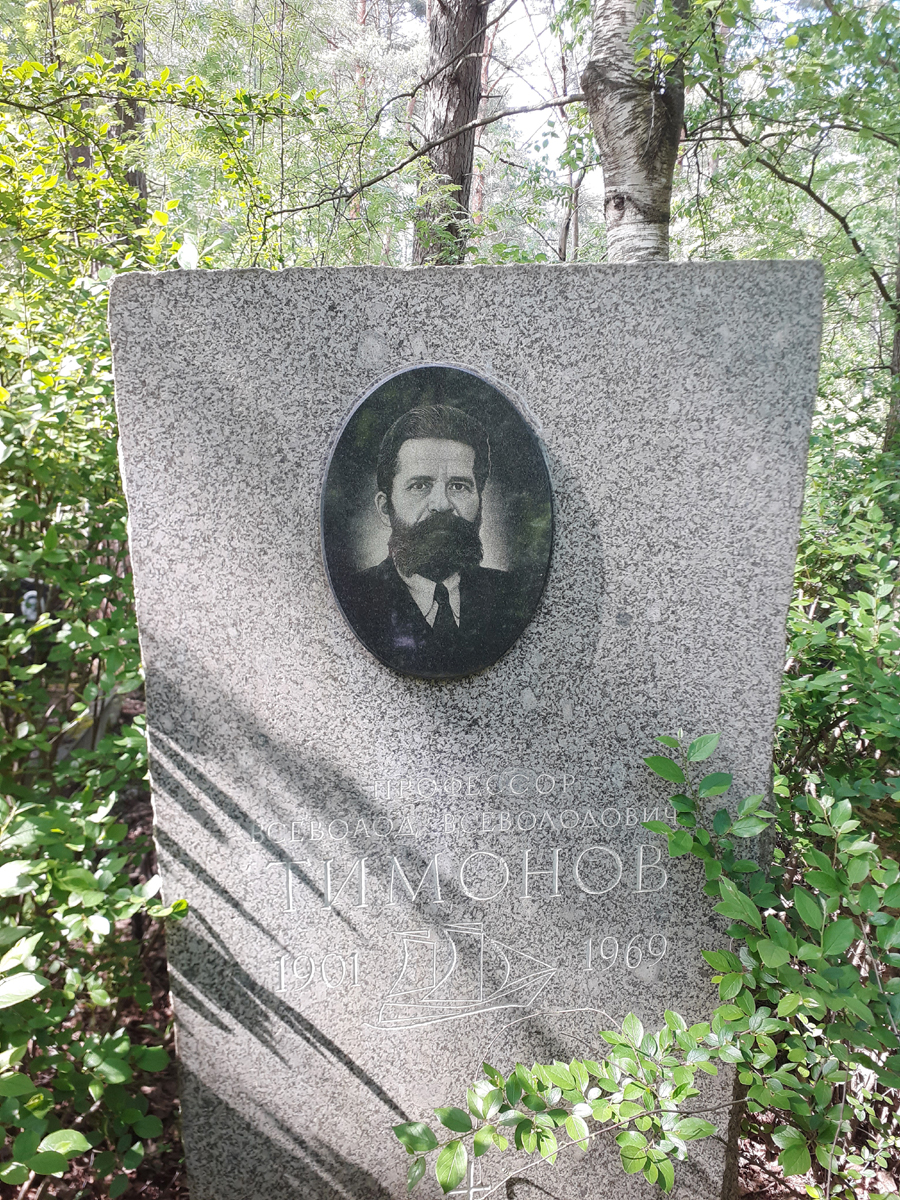
Могила В. В. Тимонова на Северном кладбище Санкт-Петербурга